# Arroboboi, Dangbé
Arroboboi, Dangbé foi o enredo apresentado pela Unidos do Viradouro no desfile das escolas de samba do Rio de Janeiro do carnaval de 2024. O samba-enredo homônimo foi composto por Claudio Mattos, Cláudio Russo, Júlio Alves, Thiago Meiners, Manolo, Anderson Lemos, Vinicius Xavier, Celino Dias, Bertolo e Marco Moreno, sendo interpretado no desfile por Wander Pires. Com o desfile, a escola conquistou o seu terceiro título de campeã do carnaval carioca, quatro anos após a conquista anterior, em 2020.
O enredo da Viradouro abordou a história do culto ao vodu Dambê, representado por uma píton-real, desde a manifestação da energia na costa ocidental da África até a chegada do culto ao Brasil, com a instalação de terreiros na Bahia pela sacerdotisa Ludovina Pessoa e a formação do candomblé Jeje. O enredo foi assinado pelo carnavalesco Tarcisio Zanon, que conquistou seu segundo título na elite do carnaval carioca.
A Viradouro foi a sexta e última escola a se apresentar na segunda noite do Grupo Especial, na madrugada da terça-feira de carnaval, dia 13 de fevereiro de 2024. O desfile foi amplamente elogiado pela crítica especializada, recebendo adjetivos como "perfeito", "impecável", "irretocável" e "avassalador". A escola foi apontada como favorita ao título de campeã e recebeu diversas premiações, sendo a agremiação mais premiada do ano. A Viradouro venceu com sete décimos de vantagem sobre a vice-campeã, Imperatriz Leopoldinense. Ao todo, a escola recebeu apenas três notas abaixo da máxima, mas, seguindo o regulamento do concurso, todas foram descartadas. Ao final de 2024, o desfile ganhou uma exposição no Museu de Arte Contemporânea de Niterói, reunindo duzentas fotografias e vinte fantasias, além da serpente mecanizada de nove metros de comprimento que fez sucesso na Comissão de Frente da escola.

## Antecedentes

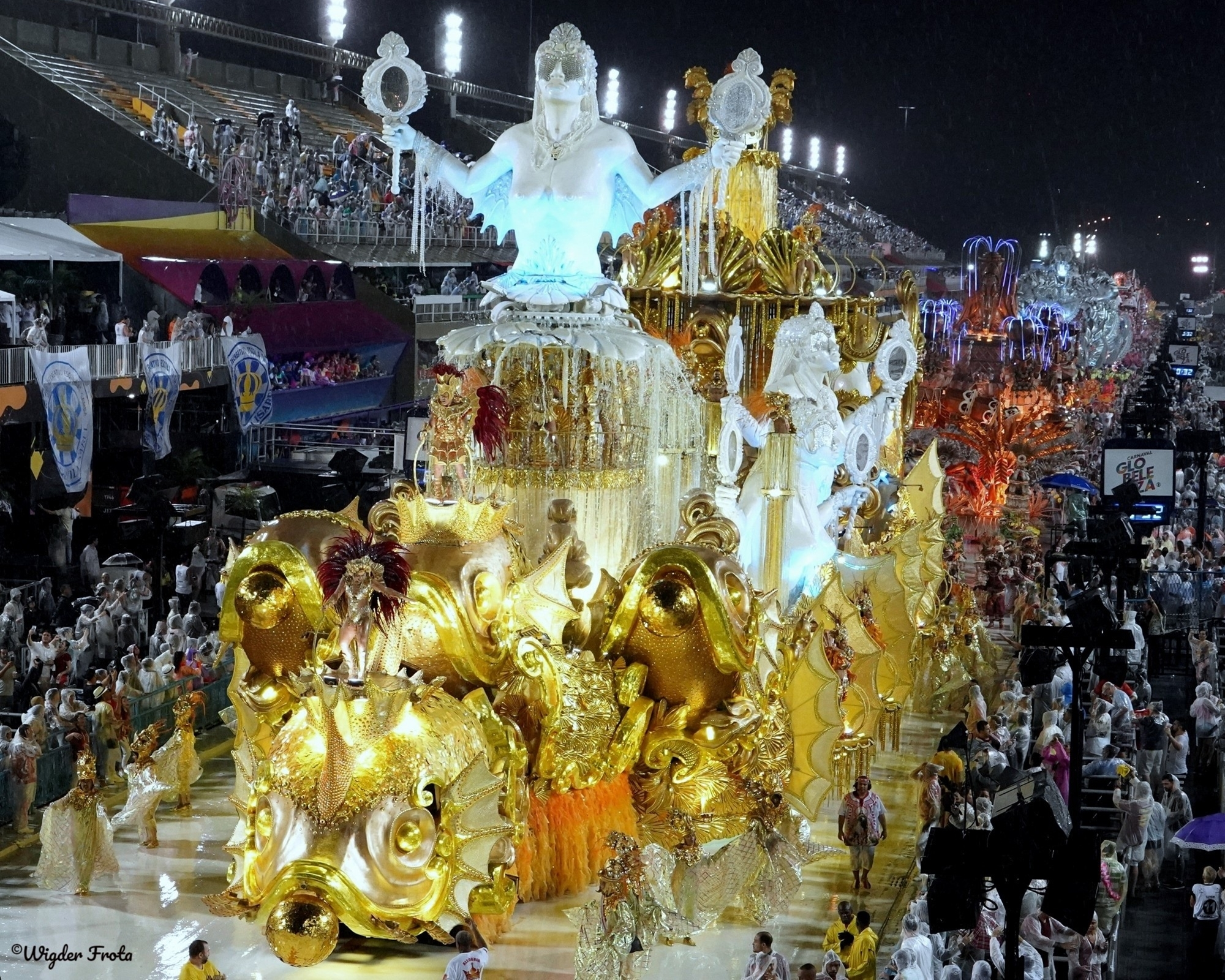
Abre-alas do desfile da Viradouro em 2020.

### Retrospecto
A Unidos do Viradouro conquistou seu primeiro título no carnaval do Rio de Janeiro em 1997, com "Trevas! Luz! A Explosão do Universo", desfile assinado pelo carnavalesco Joãosinho Trinta. A escola se manteve no Grupo Especial até o carnaval de 2010, quando foi rebaixada para a segunda divisão. A Viradouro chegou a retornar ao Grupo Especial em 2015, após vencer a Série A de 2014, mas foi rebaixada no mesmo ano. A situação da escola mudou após o carnaval de 2017, com a eleição de Marcelo Calil Petrus Filho (Marcelinho Calil). A nova diretoria sanou as dívidas da agremiação e contratou profissionais gabaritados, como o casal de mestre-sala e porta-bandeira, Julinho Nascimento e Rute Alves. Com um enredo de Edson Pereira sobre personalidades e personagens considerados "geniais", a Viradouro venceu a Série A de 2018, garantindo seu retorno ao Grupo Especial. Para o carnaval de 2019, a escola contratou o carnavalesco Paulo Barros e o diretor de bateria Mestre Ciça. Ambos já tinham passagens pela escola na década de 2000. Com o enredo "Viraviradouro!", de Paulo Barros, sobre histórias encantadas e grandes transformações, tendo como fio condutor a ave fênix, figura da mitologia grega que tem o poder de se regenerar das cinzas, a Viradouro conquistou o vice-campeonato do Grupo Especial, com três décimos de diferença para a campeã, Mangueira. Em 2020, novamente sendo a segunda escola a se apresentar na primeira noite do Grupo Especial, a Viradouro conquistou seu segundo título de campeã do carnaval carioca, quebrando o jejum de 23 anos sem conquistas, com o enredo "Viradouro de Alma Lavada", assinado pelos carnavalescos Tarcisio Zanon e Marcus Ferreira. O desfile teve como destaques a Comissão de Frente, onde a atleta da seleção brasileira de nado sincronizado Anna Giulia Veloso, vestida de sereia, mergulhava em um aquário com sete mil litros de água mineral representando a Lagoa do Abaeté, e o samba-enredo, que fez sucesso nas arquibancadas da Sapucaí pelo refrão "Ó, mãe! Ensaboa, mãe! Ensaboa pra depois quarar".
Devido à Pandemia de COVID-19, o desfile das escolas de samba de 2021 foi cancelado, sendo a primeira vez, desde a criação do concurso, em 1932, que o evento não foi realizado, obrigatoriamente postergando a preparação do desfile para 2022. Com um novo aumento dos casos de COVID no país, devido ao avanço da variante Ómicron no início do ano, o desfile das escolas de samba que ocorreriam no carnaval de 2022 foram adiados para abril do mesmo ano, durante o feriado de Tiradentes. Neste, foi a terceira colocada com um desfile sobre o carnaval de 1919, realizado após a pandemia de Gripe Espanhola. Após o desfile, Marcus Ferreira se transferiu para a Mocidade Independente de Padre Miguel. Tarcísio Zanon foi mantido e assumiu a escola sozinho. Encerrando os desfiles de 2023 com um desfile que narrou a história de Rosa Maria Egipcíaca da Vera Cruz, a Viradouro obteve o vice-campeonato, segundo em quatro anos, ficando a apenas um décimo da Imperatriz Leopoldinense.

### Preparação para 2024
Depois do desfile de 2023, a Viradouro anunciou a saída do intérprete Zé Paulo Sierra, após nove carnavais defendendo a agremiação e três títulos conquistados - dois na segunda divisão, em 2014 e 2018, e o campeonato de 2020 no Grupo Especial. Para seu lugar, foi contratado Wander Pires, que estava no Paraíso do Tuiuti. O cantor retorna à escola de Niterói quatorze anos após sua primeira passagem, no carnaval de 2010. Foi a única alteração feita, já que a escola renovou os contratos com os demais membros de sua equipe, incluindo o carnavalesco Tarcisio Zanon, coreógrafos da comissão de frente (Priscilla Mota e Rodrigo Negri), casal de mestre-sala e porta-bandeira (Julinho Nascimento e Rute Alves), diretor de bateria (Mestre Ciça), diretores de carnaval (Dudu Falcão e Alex Fab) e harmonias. No dia 20 de abril de 2023, o tema do enredo da escola para o carnaval de 2024 foi divulgado através das redes sociais. A sinopse do enredo, assinada por Tarcisio Zanon e João Gustavo Melo, foi divulgada pela escola no dia 2 de maio de 2023.

Em 15 de maio de 2023, a escola realizou eleições para diretoria e conselhos. Único candidato inscrito, Hélio Nunes foi aclamado novo presidente da agremiação. Conselheiro e integrante da Velha Guarda, Moacyr Vergas do Amaral assumiu a vice-presidência, cargo ocupado por Nunes há três anos. Sem poder concorrer a um novo mandato devido ao limite imposto pelo estatuto da agremiação, Marcelinho Calil passou a exercer o cargo de diretor-executivo. No dia 21 de junho de 2023 foi sorteada a ordem de apresentação das escolas de samba para o desfile de 2024. A Viradouro foi sorteada para ser a terceira agremiação a se apresentar na segunda noite do Grupo Especial, mas acabou trocando de posição com a Unidos de Vila Isabel e ficou com a sexta e última posição, passando a encerrar a segunda noite como ocorreu no ano anterior. Ao longo das semanas que antecederam ao desfile, a Viradouro realizou diversos ensaios em sua quadra, no Barreto, e na Avenida Amaral Peixoto. Na noite do domingo, dia 4 de fevereiro de 2024, a escola realizou seu ensaio técnico no Sambódromo da Marquês de Sapucaí. Segundo análise do site especializado Carnavalesco, a escola realizou uma apresentação "avassaladora do início ao fim e presenteou o público com um espetáculo completo, tanto sonoro, por conta do belíssimo samba conduzido de forma sublime por Wander Pires, acompanhado de uma bateria em estado de graça, quanto visual, já que a agremiação levou alguns elementos cênicos decorados e alas com vários detalhes para a avenida". Os comentaristas do site SRzd também elogiaram o ensaio, apontando que "a Viradouro mudou o nível de apresentação dos ensaios técnicos". Para a confecção do seu desfile, a Viradouro recebeu cinco milhões de reais da Prefeitura de Niterói; 2,15 milhões da Prefeitura do Rio de Janeiro; 2,2 milhões do Governo do Estado do Rio de Janeiro; além da verba paga pela LIESA.

## O enredo

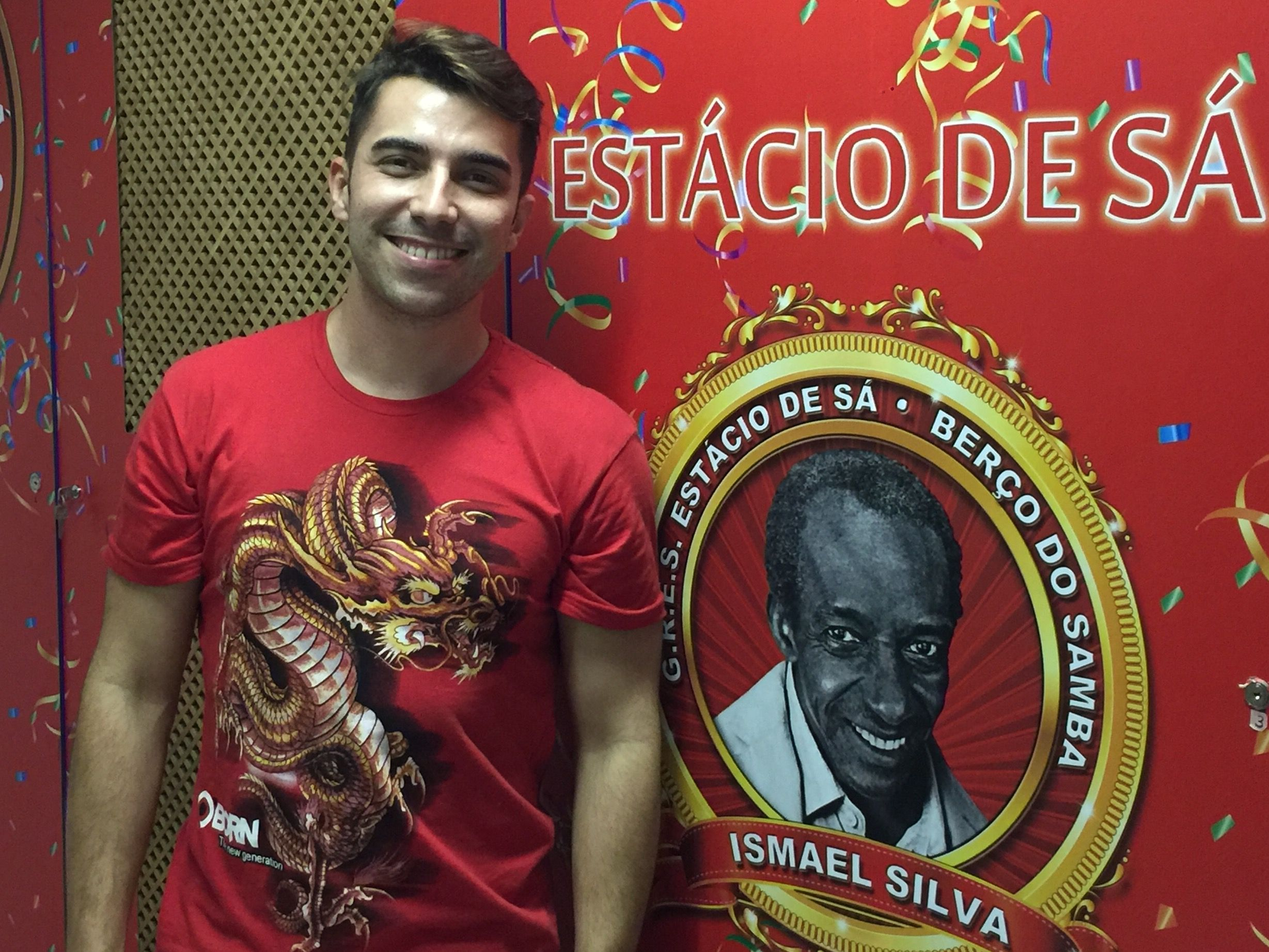
Tarcisio Zanon, carnavalesco e autor do enredo.

O enredo do desfile, assinado pelo carnavalesco Tarcísio Zanon, com pesquisa de João Gustavo Melo, abordou a história do culto ao vodu Dangbé, representado por uma píton-real, desde a manifestação da energia na costa ocidental da África até a chegada ao Brasil, com a instalação de terreiros na Bahia, pela sacerdotisa Ludovina Pessoa, e a formação do Candomblé Jeje.
A ideia do enredo surgiu durante os preparativos para o carnaval de 2023, quando Tarcísio Zanon conheceu o escritor mineiro Moacir Maia, que estava lançando o livro Sacerdotisas Voduns e Rainhas do Rosário: Mulheres Africanas e Inquisição em Minas Gerais (Século XVIII), junto com o escritor de Aldair Rodrigues. Maia foi convidado para participar do desfile sobre Rosa Maria Egipcíaca e, numa visita ao barracão da escola, contou a Zanon sobre seu livro, despertando no carnavalesco a vontade da fazer um enredo sobre os vodus. Mais tarde, Tarcísio ligou para uma amiga baiana que, por coincidência, namorava uma frequentadora da primeira casa de santo vodu da Bahia, onde conseguiu marcar uma reunião com as lideranças do terreiro.
Tarcísio, o diretor-executivo Marcelinho Calil, o diretor de carnaval Alex Fab e o historiador João Gustavo Melo foram ao Terreiro do Bogum, em Salvador, para uma consulta ao jogo de búzios com Mãe Índia Nadoji, sacerdotisa da casa, para pedirem permissão aos vodus para fazer o enredo em 2024. Os quatro esperavam em uma sala do Terreiro quando Mãe Índia exclamou: "Alafiou!", termo usado no Candomblé como um 'sim' das divindades. Outras lideranças da Nação Jeje também apoiaram o enredo, como é o caso do Ogan Buda de Bobosa da Roça do Ventura. A partir da permissão dos vodus, começou o processo de pesquisa do enredo, que contou com o apoio dos professores Moacir Maia, Luís Nicolau Parés, Hamilton Barbosa, Tadeu Goes, Rennan Carmo, Mejitó Cleber de Bessen e Ivana Muzenza.

Segundo o roteiro oficial do desfile, o enredo "busca uma interconexão com um conjunto de práticas de magias que compõem um legado ancestral trazido ao nosso país por lideranças cujo apagamento faz parte de um projeto colonialista de morte dolosa do pensamento erguido por diversas etnias africanas, fundamentais para a construção cultural e religiosa do que chamamos de Brasil [...] Alguns elementos dispostos no enredo são frutos de estudos acadêmicos de incontestável qualidade. Entretanto, ao lado dessas pesquisas, está a força e a grandeza da sabedoria oral que se cultiva nos terreiros, legítimos museus e bibliotecas do sagrado, instituições constituídas por quem se dedica ao longo de gerações às energias e aos preceitos ancestrais dos Voduns".
"Eu costumo dizer que o nosso enredo não tem como pesquisar no Google, ou colocar na inteligência artificial, porque a gente foi cruzando várias informações... informações históricas, registros históricos, documentários, oralidade das pessoas da casa, dos antropólogos, para que a gente conseguisse compilar todas essas ideias e traçar a narrativa".
— Tarcisio Zanon, carnavalesco e autor do enredo.

"Arroboboi, Dangbé" foi dividido em cinco setores:
- Setor 1: "O Culto a Dangbé"

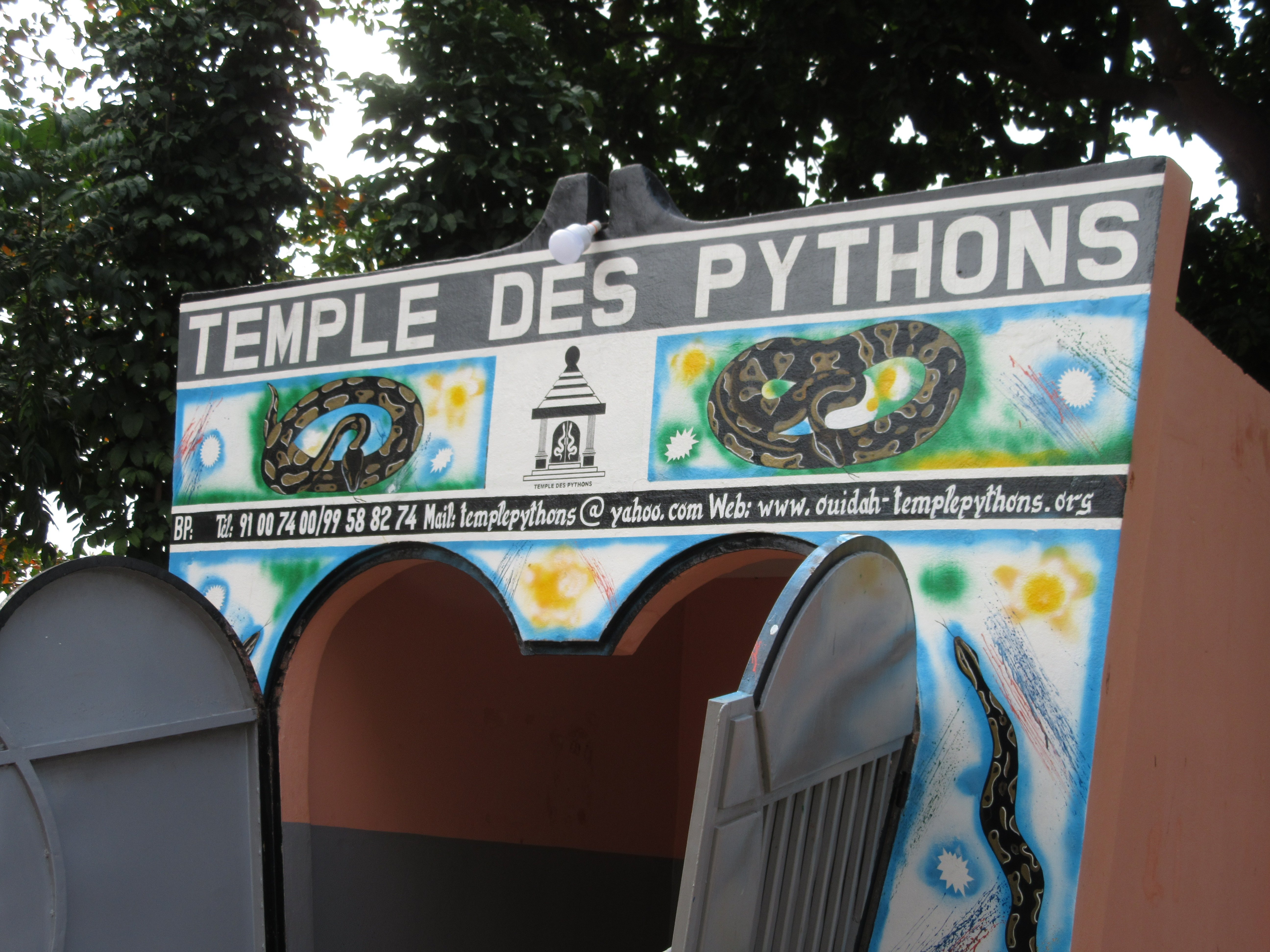
Templo vodu das pítons em Uidá, Benim.

O enredo começa explicando como surgiu a adoração à serpente. No ano de 1660 houve uma intensa batalha entre os reinos de Aladá e Uidá, territórios vizinhos localizados na costa atlântica da África. Durante o combate, uma serpente atravessou o campo onde estava o exército de Aladá, passando para o lado de Uidá. O grande Sacrificador ergueu o animal para que fosse visto pela tropa inimiga, prostrada diante da serpente. Após intenso ataque, foi consagrada a vitória de Uidá. A serpente passou a ser cultuada pela população de Uidá como símbolo da vitória. A nação vencedora passou a levar oferendas e a realizar grandiosas procissões em direção ao templo erguido para reverenciar a divindade. Mais tarde, a adoração a serpente se uniu ao culto vodu. Jovens eram recrutadas para servir a Dangbé, o vodu-serpente.
- Setor 2: "As Guerreiras do Daomé"

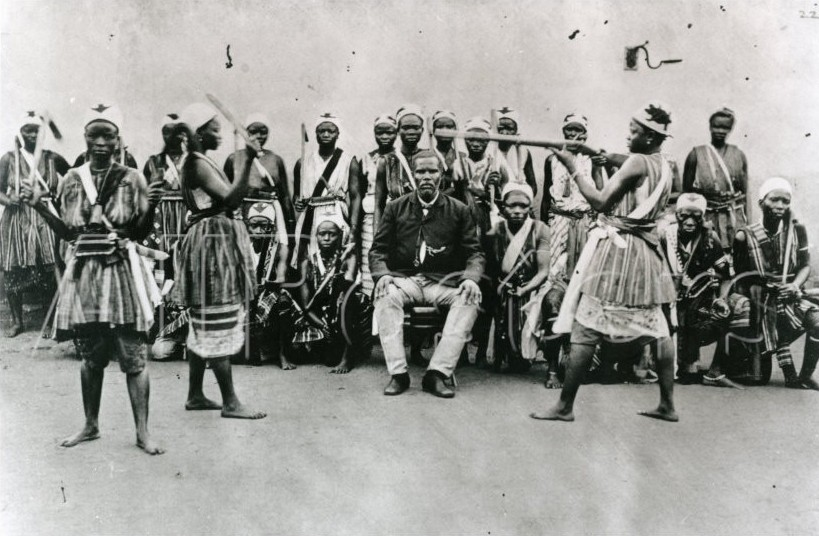
Regimento de Ahosi por volta de 1890.

O segundo setor aborda a história das guerreiras Ahosi, também chamadas de Mino, que, na língua fon, significa "nossas mães". As guerreiras fons formavam um dos regimentos militares do Reino do Daomé. Inicialmente, eram recrutadas entre as centenas de esposas reais (daí o nome Ahosi, que significa "esposas do rei"). Com o tempo, mulheres comuns da sociedade fon passaram a alistar-se voluntariamente. O regimento tinha um status semi-sagrado, entrelaçado com a crença fon nos vodus. Ao serem recrutadas, as mulheres participavam de um ritual de iniciação conduzido pelas sacerdotisas vodus. Nessa sagrada assembleia, realizavam um pacto místico para que nunca traíssem umas às outras. As mulheres também passavam por um intenso treinamento físico, como caçar elefantes, cujos marfins eram utilizados como matéria-prima em cerimônias oficiais e religiosas.
- Setor 3: "Ludovina Pessoa e a Formação do Candomblé Jeje na Bahia"

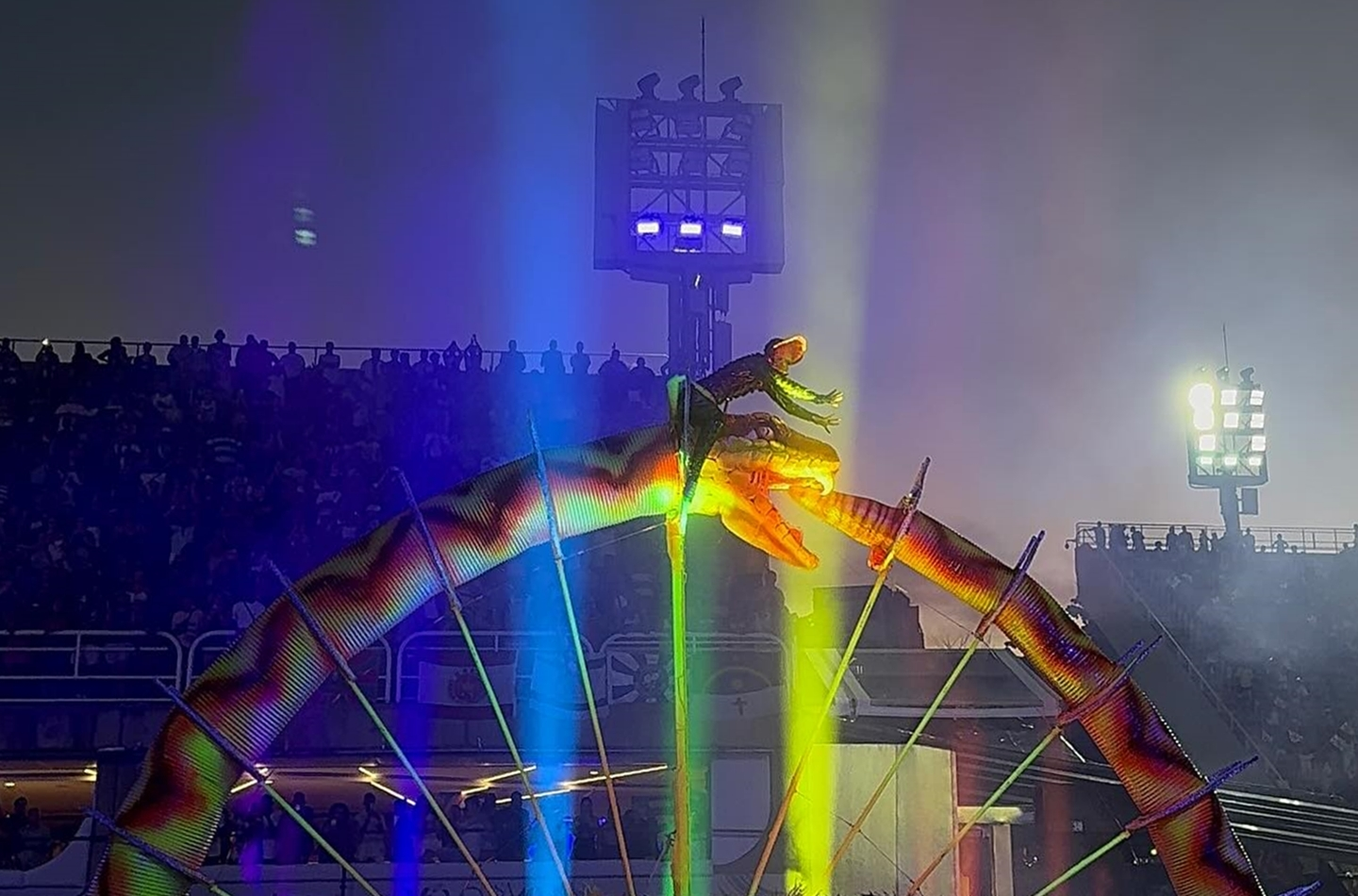
Dangbé é representado por uma serpente arco-íris na comissão de frente do desfile.

O terceiro setor tratou de Ludovina Pessoa, que, segundo a tradição oral, seria uma guerreira Mino. Natural de Maís, no Daomé, Ludovina foi traficada ao Brasil, levando ao país o sistema de magias ligados à crença vodu. Ludovina era iniciada no vodu Gu, senhor do metal e da guerra, sendo regida pela energia de Gu Rainha, uma qualificação específica de Gu. Na Bahia, a sacerdotisa teria recebido uma missão espiritual dos vodus para a criação de três templos. Participou da fundação dos templos Terreiro do Bogum, em Salvador, dedicado a Quevioçô, o vodu do céu; e Sejá Húnde (mais conhecido como Roça do Ventura), em Cachoeira, templo dedicado a Dangbé. Estava prevista a criação de um terceiro terreiro - dedicado ao vodu Sakpatá -, que entretanto não chegou a ser fundado por Ludovina. O Bogum foi um importante local de apoio à Revolta dos Malês, levante popular de escravizados muçulmanos ocorrido em 24 de janeiro de 1835, em Salvador. A revolta acabou em menos de vinte e quatro horas devido à ação das forças policiais. De acordo com as lideranças do Bogum, a revolta teve o terreiro como ponto de apoio e Joaquim Jeje, integrante da centenária casa religiosa, como um dos heróis do levante.
- Setor 4: "Templos Sincréticos: Entre a Cruz e a Serpente"

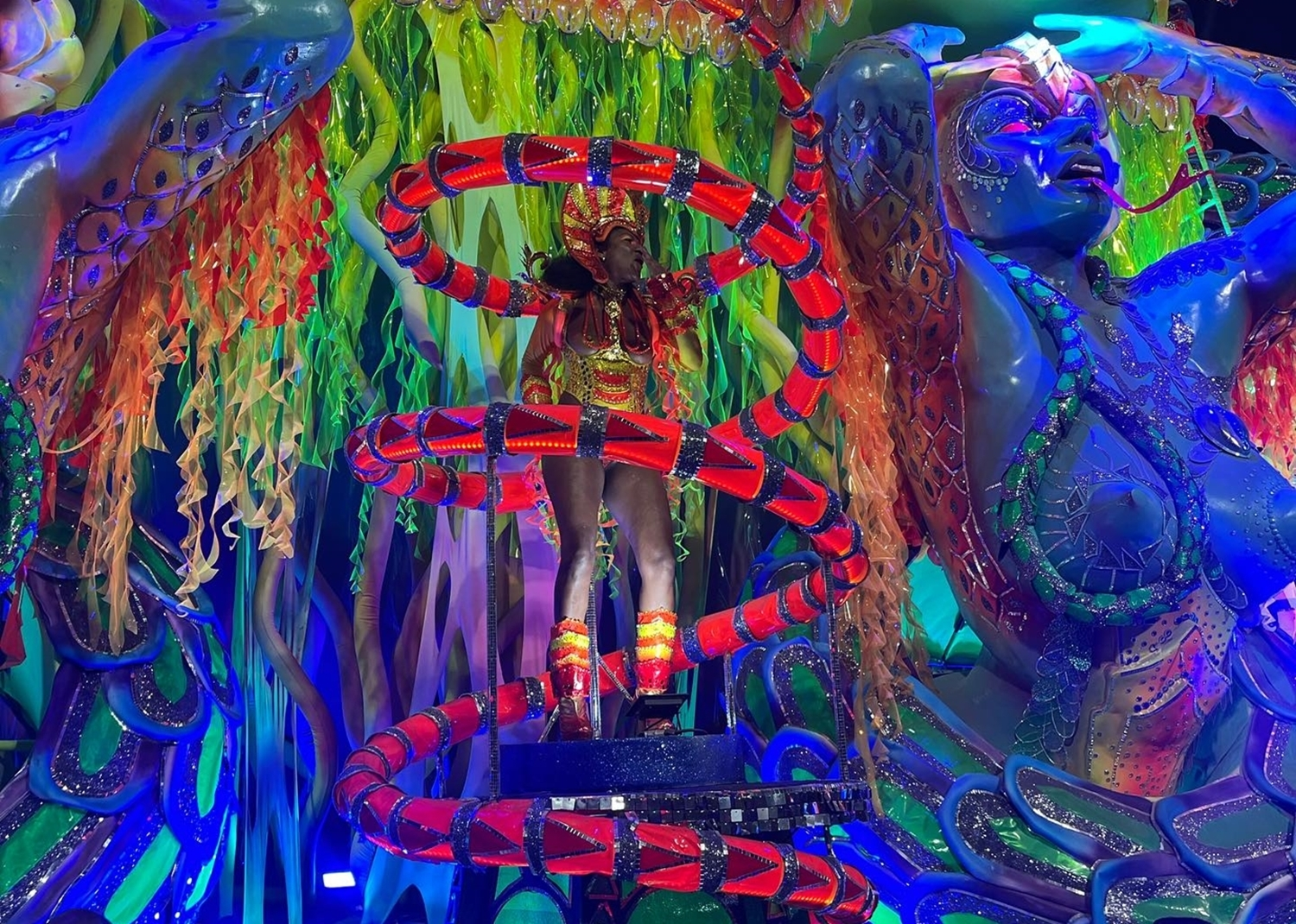
Detalhe do carro abre-alas do desfile.

Após a implantação do Candomblé Jeje na Bahia, Ludovina foi o elo entre muitas das sacerdotisas reunidas em irmandades católicas, estabelecendo laços de pertencimento entre os clãs. Unidas, as mulheres criaram uma rede matriarcal associativa, reunindo-se em louvações e procissões aos santos católicos, sem abrir mão de seus preceitos ancestrais. Professavam fés que não se excluíam ao mesclar ritos ligados às divindades da costa africana e à barroca expressão do Catolicismo.
- Setor 5: "Terreiro Cósmico"

O enredo termina com a mística e sagrada ligação entre os humanos do plano terrestre e as divindades vodus, expressa de diversas formas, como no toque do adahum. O toque, em ritmo acelerado, forte e contínuo, é usado na invocação dos vodus. Também usado no Candomblé, o toque provoca o transe e a incorporação de filhas e filhos de santo. Segundo o enredo, a natureza é o terreiro-altar do Candomblé Jeje. É de Doné Runhó, sacerdotisa que liderou o Terreiro do Bogum até 1975, a célebre frase "Sem água e sem mata, o Jeje não sobrevive". A força dos vodus está presente na árvore, casa de Loko; na lua de Mawu; e no arco-íris, símbolo de Dangbé.

## O samba-enredo

### Processo de escolha
A disputa de samba-enredo da Viradouro teve início em 3 de agosto de 2023 com a inscrição de 24 sambas concorrentes. O processo de escolha foi realizado em forma de classificatória, com os sambas sendo apresentados na quadra e avaliados pela direção da escola com eliminatórias semanais. Chegaram ao final da disputa três parcerias:
1. Lucas Macedo, Diego Nicolau, Richard Valença, João Perigo, Cadu Cardoso, Marquinhos Paloma, Orlando, Ambrósio, Lico Monteiro e Silas Augusto.
2. Claudio Mattos, Cláudio Russo, Julio Alves, Thiago Meiners, Manolo, Anderson Lemos, Vinicius Xavier, Celino Dias, Bertolo e Marco Moreno.
3. Dudu Nobre, Samir Trindade, Victor Rangel, Deiny Leite, Valtinho Botafogo, Fabrício Sena, Felipe Sena e Jeferson Oliveira.

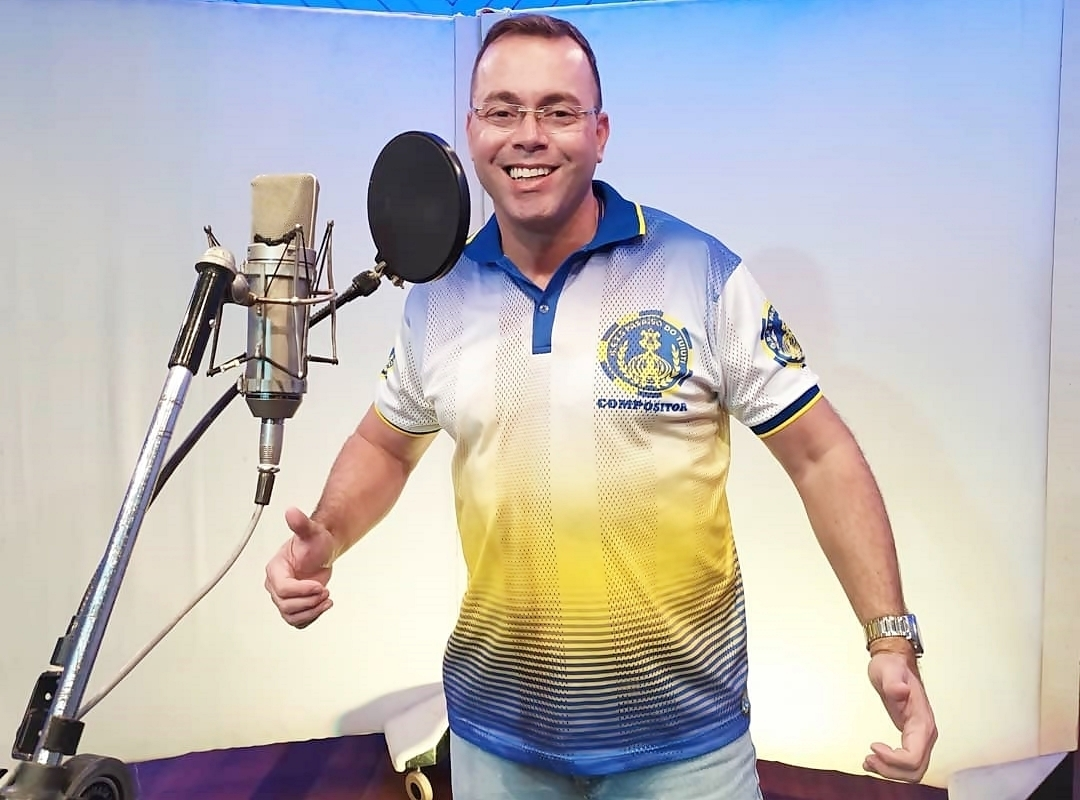
Cláudio Russo, um dos compositores do samba da Viradouro.

O samba vencedor foi escolhido na madrugada de domingo, dia 1 de outubro de 2023. Venceu a composição da parceira formada por Claudio Mattos, Cláudio Russo, Julio Alves, Thiago Meiners, Manolo, Anderson Lemos, Vinicius Xavier, Celino Dias, Bertolo e Marco Moreno.
"É uma emoção muito grande vencer novamente. A última vez em que eu havia ganho samba aqui foi no ano do ‘ensaboa’, onde a escola foi campeã e o samba foi um grande sucesso na avenida. Como o próprio presidente (Marcelinho Calil) falou, foi a disputa mais forte da escola. Fico muito feliz de ter vencido diante de outros dois sambas muito bons também. Eu gosto do samba por inteiro, mas acredito que o pré-refrão seja o ponto alto do samba, já que prepara o público muito bem para o refrão principal."
— Cláudio Russo, um dos compositores do samba da Viradouro.

Capa do álbum Sambas de Enredo Rio Carnaval Ao Vivo Sapucaí 2024.

Dias depois da escolha, o samba da escola foi gravado pelo intérprete Wander Pires na sala de ensaios da Cidade das Artes. Na execução, a bateria Furacão Vermelho e Branco fez duas bossas e incluiu um naipe de atabaques. A obra da Viradouro é a segunda faixa do álbum Sambas de Enredo Rio Carnaval 2024, lançado nas principais plataformas de streaming de áudio em 2 de dezembro de 2023.
A versão ao vivo do samba, gravada durante o desfile oficial no sambódromo, é a faixa de abertura do álbum Sambas de Enredo Rio Carnaval (Ao Vivo Sapucaí 2024), lançado em 22 de março de 2024 nas principais plataformas de streaming de áudio. Pela vitória no carnaval, a Viradouro estampa a capa do álbum com a imagem de um tamborim estilizado com o desenho de uma serpente coroada e um arco-íris (em referência ao enredo da escola) junto com as inscrições "Campeã" e "40 pontos", pelo fato da agremiação receber a nota máxima no quesito bateria.

### Letra e melodia
A letra do samba tem o eu lírico centrado no componente da Viradouro, fazendo uso de algumas palavras e expressões em idioma fon, língua oficial do antigo Reino do Daomé, onde se passa parte do enredo. A primeira parte da obra, em tom menor (Mi menor), é marcada por uma melodia crescente. A letra do samba começa contando como surgiu a adoração à serpente sagrada. Durante uma batalha entre os reinos de Aladá e Uidá, uma serpente atravessou o campo onde estava o exército de Aladá, passando para o lado de Uidá, que venceu a disputa. A serpente passou a ser cultuada pela população de Uidá como símbolo da vitória. Mais tarde, a adoração à serpente se uniu ao culto vodu ("Eis o poder que rasteja na terra / Luz pra vencer essa guerra, a força do vodun / Rastro que abençoa Agoye / Reza pra renascer, toque de adarrum"). O trecho seguinte faz referência ao exército das guerreiras Mino. Mulheres fons que formavam um dos regimentos militares do Reino do Daomé. O grupo tinha um status semi-sagrado, entrelaçado com a crença fon nos vodus. Ao serem recrutadas, as mulheres firmavam um pacto de lealdade em sangue e fogo para que nunca traíssem umas às outras ("Lealdade em brasa rubra, fogo em forma de mulher / Um levante à liberdade, divindade em Daomé"). A seguir, o samba lembra que o culto aos vodus chegou ao Brasil pelos escravizados chegados da África. Brasil e África, terras separadas que dividem o mesmo oceano, passam a dividir o mesmo sistema de magias ("Já sangrou um oceano pro seu rito incorporar / Num Brasil mais africano, outra areia, mesmo mar"). O refrão central do samba faz referência a Ludovina Pessoa, daomeana traficada ao Brasil, que era regida pela energia de Gu Rainha, uma qualificação específica do vodu Gu. Mãe (Ya) Ludovina teria recebido uma missão espiritual dos vodus para a criação de três templos, participando da fundação do Terreiro do Bogum e do Sejá Húnde, ambos na Bahia ("Ergue a casa de Bogum, atabaque na Bahia / Ya é Gu Rainha, herdeira do candomblé / Centenário fundamento da Costa da Mina / Semente de uma legião de fé").
Na passagem para a segunda estrofe, a melodia modula para Dó sustenido menor. No decorrer dos versos, ocorre uma modulação para o tom maior. A letra começa remetendo à associação do Candomblé Jeje na Bahia com irmandades católicas. O eu lírico da canção afirma que herdou a força do terreiro Sejá Húnde e das guerreiros Mino ("Vive em mim / A irmandade que venceu a dor / A força, herdei de Hundé e da luta Mino"). No trecho seguinte, a melodia transita da dolência ao vigor e volta a entrar numa dinâmica gradativa. Buscando as notas mais agudas. A letra faz referência à ligação entre a terra (Ayi) e as divindades voduns, através da natureza ("Vai serpenteando feito rio ao mar / Arco-íris que no céu vai clarear / Ayi! Que seu veneno seja meu poder / Bessen que corta o amanhecer / Sagrado Gume-Kujo"). No trecho, Bessen é Dangbé na cultura Jeje-Maí, sendo representado por uma serpente arco-íris, que "corta o amanhecer"; enquanto Gume-Kujo é o pátio onde são realizados alguns rituais sagrados. Em "Vodunsis o respeitam, clamam Kolofé / E os tambores revelam seu afé", os consagrados ao vodu (Vodúnsis) pedem benção (Kolofé) a Dangbé e, através dos tambores do Candomblé Jeje, recebem a confirmação que o Brasil é sua casa (afé). A melodia retorna à tonalidade menor, voltando a subir apenas nos dois primeiros versos do refrão principal. O pré-refrão do samba é um chamado para a luta e um aviso para não enfrentar o "ninho da serpente" em referência ao grupo de vodus ligados às serpentes ("Ê alafiou, ê alafiá, é o ninho da serpente / Jamais tente afrontar / Ê alafiou, ê alafiá, é o ninho da serpente / Preparado pra lutar"). "Alafiou" e "alafiá" são expressões usadas durante consulta ao Ifá, quando todos os búzios caem virados para cima, o que significa uma confirmação do oráculo, algo que aconteceu quando a Viradouro fez a consulta para a realização do enredo e obteve a permissão. O refrão principal do samba é uma saudação a Dangbé e um pedido de proteção para a vitória da Viradouro ("Arroboboi meu pai, Arroboboi Dangbê / Destila seu axé na alma e no couro / Derrama nesse chão a sua proteção / Pra vitória da Viradouro").

### Crítica especializada
Bernardo Araujo, em sua crítica para O Globo, apontou que "a intrincada lenda afro-baiana acaba resultando em um samba difícil, que dará trabalho à bateria de Mestre Ciça". Mauro Ferreira, do G1, escreveu que a Viradouro "se mantém em alta no quesito com samba, cujo enredo é o culto ao vodum Dambê, que migrou da África para o Brasil".

Para o site Sambario, Bruno Malta escreveu que "o conjunto da obra é de um resultado que mantém o padrão estético de composições da escola [...] Além disso, os compositores também conseguiram várias saídas para se adequar ao estilo mais melódico do novo intérprete que brilhou em mais uma gravação de sucesso". Cláudio Carvalho apontou que "a melodia rica em agudos parece feita sob medida para Wander Pires, que fez o samba crescer enormemente na versão oficial". Para Carlos Fonseca, a Viradouro tem um "samba valente (e melodicamente desafiador) para o enredo".

## O desfile
A Unidos do Viradouro foi a sexta e última escola a desfilar na segunda noite do Grupo Especial, iniciando seu desfile na madrugada da terça-feira de carnaval, dia 13 de fevereiro de 2024. A apresentação contou com três mil componentes, divididos em 23 alas, seis carros alegóricos e dois tripés. Para contracenar com o novo sistema de iluminação cênica do sambódromo, a escola utilizou, em alegorias e fantasias, cores fosforescentes, tecidos brilhantes, e cerca de duzentos metros de "olhos de gato", material que reflete a luz, muito utilizado em placas de sinalização de trânsito.
| Roteiro do desfile |
| Setor 1: "O Culto a Dangbé" |
| --- |
| Comissão de frente: "Alafiá!" Elemento cênico: "Ninho da Serpente" A comissão começa com uma componente interpretando uma sacerdotisa lendo o destino do seu povo na tábua de Fá. Ocorre o alafiá, quando os búzios caem todos abertos no tabuleiro, indicando permissão ou "caminhos abertos" para determinada ação. A sacerdotisa realiza uma coreografia junto a outras doze bailarinas que representam o exército das guerreiras Mino. A seguir, a reprodução de uma serpente gigante sai debaixo do elemento cênico que acompanha a comissão e desliza entre as guerreiras. Dentro da serpente, deitado sobre um skate, estava o bailarino Wesley Torquato, que controlava os movimentos com um controle remoto. O segundo ato da comissão ocorre em cima do elemento cênico. As guerreiras sobem no elemento e se escondem. Simbolizando o poder vodu, integrantes que estavam camuflados com uma fantasia de palha que escondia todo o corpo iniciam uma coreografia em volta da componente que representa a sacerdotisa. Em meio a coreografia, surge uma nova componente, com fantasia estilizada de serpente, simbolizando o vodu Dangbé. A componente sobe numa estrutura em formato de cobra, que se fecha sobre o elemento cênico, sendo iluminada por refletores com luzes nas cores do arco-íris, símbolo de Dangbé. O vodu em questão é entendido como símbolo da continuidade, simbolizado pela serpente que morde a própria cauda, formando um circuito infinito. A comissão foi coreografada por Priscilla Mota e Rodrigo Negri e teve a participação de quatorze mulheres e dez homens. |
| Primeiro casal de mestre-sala e porta-bandeira (Julinho Nascimento e Rute Alves): "Salve o Espírito Infinito da Serpente" Julinho e Rute desfilaram representando o "espírito infinito" da serpente Dangbé, que tem como símbolo, a continuidade. Segundo o roteiro do desfile, "a energia de Dangbé se materializa nos giros, gestos e mesuras do par, que risca no chão da Avenida toda a ancestralidade e saberes dos povos da Costa da Mina". A fantasia do casal tem estampas que imitam a pele de cobra. A saia da porta-bandeira tem penas em degradê que vão do verde fluorescente até o azul escuro. A fantasia de ambos é envolta pela reprodução de uma serpente, que vai da cintura até o pescoço de cada um. A cabeça de ambos é estilizada como um ninho de serpentes. A fantasia foi criada pelo carnavalesco Tarcísio Zanon e confeccionada pelo atelier de Fernando Magalhães. O casal foi ensaiado pela bailarina e coreógrafa Juliana Meziat, com consultoria da dançarina especializada em dança afro Tatyane Amparo. Guardiões do primeiro casal: "Séquito Ofídico" Logo após o casal, desfilaram o grupo de guardiões, representando uma comitiva mística, responsável por guardar os segredos e as magias de Dangbé. Os dez componentes se dividiram em dois grupos: cinco com fantasias em tons alaranjados e outros cinco em tons esverdeados. A fantasia foi criada por Tarcísio Zanon e confeccionada pelo Ateliê Biano Ferraro. |
| Ala 1: "A Batalha de Aladá contra Uidá" A primeira ala do desfile fez referência a batalha entre Aladá e Uidá, territórios vizinhos localizados na costa atlântica da África. No ano de 1660 houve uma intensa luta entre os dois reinos. Durante o combate, uma serpente que habitava Aladá atravessou para o lado de Uidá, que venceu a batalha. A serpente passou a ser cultuada pela população de Uidá como símbolo da vitória. A ala é dividida em dois grupos com fantasias em cores diferentes: os de laranja representando Uidá e os de verde simbolizando Aladá. Os dois grupos encenaram uma batalha. Os braços da fantasia tinham a forma de uma serpente, com a cabeça em um braço e a cauda em outro. |
| Tripé 1: "Dangbé: Energia da Vitória" O primeiro tripé do desfile reproduziu a coroa, símbolo da escola, envolvida por uma grande serpente, representando Dangbé. A traseira do tripé tinha a forma de armas de luta utilizadas na batalha de Uidá contra Aladá. Sobre a abóbada central, no meio da coroa, desfilou o cabeleireiro Maurício Pina com a fantasia "Beti - O Grande Sacrificador", representando o sacerdote supremo do culto a Dangbé, com poderes de adivinhação. Na frente, em cima da cabeça da serpente, desfilou a modelo Duda Almeida, com fantasia de guerreira, simbolizando "A Energia de Dangbé". |
| Ala 2: "Procissão e Oferendas ao Deus-Serpente" A segunda ala fez referência ao culto a serpente. Periodicamente, os povos de Uidá caminhavam rumo ao grande templo erguido em honra à serpente, manifestando a crença na divindade ofídica. Para fazer menção à grande procissão que a população fazia, a ala se estende da frente do carro abre-alas até a parte de trás da alegoria. Alguns componentes carregavam adereços de mão na forma estilizada de outros animais de importante simbolismo para a culto Nesuhue - crença tradicional vodu anterior ao processo de diáspora. |
| Alegoria 1: "A Força do Vodum do Infinito" O carro abre-alas do desfile simbolizou um grande andor com a serpente em cima, formando, junto com a segunda ala, uma grande procissão para Dangbé. Em volta da alegoria, esculturas com formas femininas envolvidas por serpentes. Nas laterais do carro, composições femininas também envolvidas em espirais de serpentes que giravam. Na frente da alegoria desfilou a musa Jamilly Marques com a fantasia "Oferenda ao Rei de Uidá", lembrando que procissão à serpente era comandada pela mãe e pelas esposas do Rei de Uidá. Na ocasião, as mulheres dançavam e cantavam, e eram ofertados alimentos e presentes às divindades e à realeza. |
| Ala 3 (Baianas): "Sacerdotisas da Serpente Divina" As setenta baianas da Viradouro desfilaram representando as mulheres responsáveis pelo recrutamento e iniciação de jovens que seriam devotadas ao espírito da serpente. A fantasia, em tons cítricos, foi decorada com reproduções de serpentes na saia e na cabeça. À frente das baianas desfilou Tia Cléia, diretora da ala, com a fantasia "Sagrada Vodúnsi", representando a liderança espiritual das sacerdotisas. |
| Alegoria 2: "Predição Oracular: Caminhos Abertos" A segunda alegoria do desfile fez referência ao Fá, oráculo africano consultado em divinação. No centro da alegoria, uma grande escultura com formas femininas segurando o opom-ifá, a tábua onde são jogados os búzios para consulta. Em baixo da tábua, a bandeira da Viradouro. Na frente da alegoria, a reprodução de cinco serpentes com destaques femininos em cima. Sobre a serpente central desfilou Victoria Castelhano com a fantasia "Incorporação de Dangbé". Nas laterais do carro, composições femininas envolvidas em espirais de serpentes que giravam. Na lateral esquerda da alegoria desfilou Edmilton Paracambi com a fantasia "O Grande Fatono", em referência ao vodúnsi responsável pelas oferendas aos deuses. Na lateral direita do carro desfilou Paulo Rodrigues com a fantasia "O Supremo Vodunon", representando o sumo sacerdote, misto de divindade ofídica e realeza terrena. No chão, à frente da alegoria, desfilou a musa Carolina Macharethe com a fantasia "Iniciação a Dangbé" em referência às jovens que eram recrutadas e iniciadas no culto a Dangbé. |
| Setor 2: "As Guerreiras do Daomé" |
| Ala 4: "Ritos Serpentários: O Pacto da Lealdade" Abrindo o setor que trata das guerreiras Mino, a quarta ala do desfile remeteu aos ritos de louvação à serpente no Reino do Daomé. Um pacto de lealdade entre as guerreiras era firmado em sangue e fogo para que nunca traíssem umas às outras. A fantasia da ala foi composta por uma carcaça que mimetizava o corpo humano e da serpente. Na chapéu da fantasia, a reprodução de uma fogueira, muito usada nos rituais representados. |
| Ala 5: "A Caça ao Marfim: Bravura e Misticismo" A quinta ala fez alusão à caça dos marfins no Reino do Daomé. No exército feminino daomeano, uma das formas de recrutamento das guerreiras Mino era a caça aos elefantes para a extração do marfim. A prática era uma forma de provar a bravura e a proteção mística adquirida nos rituais vodus. Componentes desfilaram com fantasias em tons de amarelo, laranja e vermelho. Em maio a ala, alguns componentes puxavam costeiros sobre rodas com a reprodução de grandes elefantes estilizados nas cores da fantasia. Ala 6: "O Poder Transcendente do Marfim" A sexta ala simbolizou o poder do marfim. Os dentes de elefante eram extraídos e levados às casas de magia para ritos em louvor ao espírito da serpente. Também eram utilizados nos ritos de adivinhação e de louvor às divindades da linhagem de Dangbé. Os oráculos eram esculpidos em marfim e utilizados para predizer o futuro e dar proteção às guerreiras Mino. Ala 7: "Ahosi - As Mulheres do Rei" A sétima ala do desfile fez referência às guerreiras Mino, que também eram chamadas de Ahosi (que na língua fon significa "As Mulheres do Rei"). As guerreiras formavam um dos regimentos militares do Reino do Daomé. A ala coreografada foi formada exclusivamente por mulheres, que vestiam fantasias de guerreiras segurando reproduções de armas de luta. Destaque performático de chão 1 (Luana Bandeira): "Tassi Hangbé" Performando em meio a sétima ala, desfilou Luana Bandeira representando Tassi Hangbé que, segundo alguns historiadores, foi a primeira guerreira Mino. |
| Alegoria 3: "As Guerreiras Mino: Proteção Mística e Lealdade" Assim como as alas anteriores, a terceira alegoria do desfile também fez referência às guerreiras Mino, que serviam à dinastia de reis consanguíneos do Reino do Daomé, cuja insígnia real era identificada pelo símbolo da grande pantera, Kpó. À frente da alegorias, cinco esculturas de panteras em alusão ao mito dos povos Fon de que Daomé teria sido criado por um vodu pantera - Kpósú. As rainhas-mães eram chamadas de Kpojitós, cuja tradução significa "aquela que engendra a pantera". Em cima da pantera frontal desfilou o designer de moda Cristiano Morato com a fantasia "Insígnias de Tebessu - O Grande Rei Pantera" em referência a Tebessú, o sexto Rei do Daomé. Em cima das outras panteras desfilaram mulheres com a fantasia "Kposi - As Favoritas do Rei Pantera". A alegoria era preenchida por esculturas de guerreiras em meio a espinhos e grandes marfins, fazendo referência à preparação das mulheres para as batalhas, e as estratégias de camuflagem na paisagem típica da planície costeira do Daomé. No centro do carro alegórico, uma grande escultura de elefante, estilizado nas cores da alegoria. Em cima do elefante, a bailarina Egili Oliveira interpretou Na Huanjile, uma misteriosa sacerdotisa vodu e Kipojitó (rainha-mãe), responsável pelo treinamento mental, espiritual e físico das guerreiras Mino. Na traseira do carro, a reprodução de um barco vodu suspenso com quatro esculturas africanas dentro. O barco simbolizou a travessia de daomeanos escravizados para o Brasil, fazendo uma conexão com o setor seguinte, que tratou da chegada de Ludovina Pessoa ao Brasil. Grupo performático 1: "Guerreiras em Luta" Em volta da alegoria desfilou um grupo performático de mulheres, representando as guerreiras Mino. Em determinado momento da coreografia, as mulheres subiam na base do carro, ficando camufladas entre as reproduções de espinhos. |
| Setor 3: "Ludovina Pessoa e a Formação do Candomblé Jeje na Bahia" |
| Ala 8: "O Mar Memorial de Ludovina" Abrindo o terceiro setor do desfile, sobre Ludovina Pessoa e o Candomblé Jeje, a oitava ala fez alusão a travessia de africanos escravizados para o Brasil. Natural de Maís, no Daomé, Ludovina foi traficada ao Brasil, levando ao país o sistema de magias ligados à crença vodu. Na fantasia da ala, assim como em outras do terceiro setor, são aplicadas as figuras dos tapetes ideográficos do Daomé (também chamadas de telas de aplique ou tapetes proverbiais). Componentes faziam movimentos circulares e de aproximação, simulando o balanço do mar, ora calmo, ora bravio. |
| Ala 9: "Assentamentos" A nona ala remeteu aos "assentamentos" de Ludovina Pessoa na Bahia. A sacerdotisa recebeu uma missão espiritual dos vodus para a criação de três templos. Participou da fundação dos templos Terreiro do Bogum, em Salvador, dedicado a Quevioçô, o vodu do céu; e Sejá Húnde (mais conhecido como Roça do Ventura) em Cachoeira, templo dedicado a Dangbé. Estava prevista a fundação de um terceiro terreiro, dedicado ao vodu Sakpatá, mas, não chegou a ser fundado por Ludovina. Componentes da ala desfilaram segurando a reprodução de um takará, artefato sagrado dos iniciados de Dangbé. Na fantasia, cabaças penduradas representavam o ventre feminino. No chapéu das fantasias, um elemento cerimonial (boneco) representava os objetos de encanto que se instalaram nos terreiros. |
| Ala 10 (Passistas): "Energia de Gu Rainha: Magia e Movimento" Com fantasia nas cores vermelho e prata, a ala de passistas da Viradouro evocou a energia Gu Rainha, uma qualificação específica da entidade que regia a vida de Ludovina Pessoa. Ludovina era iniciada no vodu Gu, senhor do metal e da guerra. Na frente da ala desfilou Valci Pelé, coordenador dos passistas, representando um pejigã, que, na língua fon significa "o senhor que zela os altares sagrados". Pejigã é um título dado exclusivamente aos homens que não entram em transe e foram submetidos à iniciação do culto vodu. Por conta de suas atribuições específicas, é aquele responsável por lidar diretamente com os assentamentos da casa de santo, tendo protagonismo e domínio do conjunto material votivo, que são os itens de encantamento do sagrado. |
| Segundo casal de mestre-sala e porta-bandeira (Thiaguinho Mendonça e Amanda Poblete): "Liberdade Forjada em Luta" O segundo casal da escola desfilou com fantasias enfeitadas com reproduções de lanças de ferro, artefatos de metal e dentes de marfim, simbolizando a luta pela liberdade dos escravizados no Brasil. A fantasia lembra que diversas casas religiosas, como o Terreiro do Bogum, contribuíram para a formação de uma rede solidária de apoio a Revolta dos Malês. A fantasia foi criada pelo carnavalesco Tarcísio Zanon e confeccionada pelo atelier de Fernando Magalhães. O casal foi ensaiado pela bailarina e coreógrafa Marluce Medeiros. Guardiões do segundo casal: "Baú Metafórico" Logo após o casal, desfilaram o grupo de guardiões, representando Bogum, que, segundo a tradição oral, se refere ao baú onde se guardavam os donativos destinados a financiar a Revolta dos Malês. Os dez componentes vestiam fantasias com uma espécie de baú com artefatos de metal na cintura. |
| Ala 11 (Bateria): "A Revolta dos Malês" Os 275 ritmistas da bateria Furacão Vermelho e Branco desfilaram com fantasias que remetiam à Revolta dos Malês, levante popular de escravizados muçulmanos ocorrido em 24 de janeiro de 1835 em Salvador. A revolta acabou em menos de vinte e quatro horas devido à ação das forças policiais. De acordo com as lideranças do Bogum, a revolta teve o terreiro como ponto de apoio e Joaquim Jeje, integrante da centenária casa religiosa, como um dos heróis do levante. A fantasia da bateria foi inspirada nos trajes muçulmanos da etnia que protagonizou aquela que é considerada a maior revolta de escravizados da história do Brasil. O figurino estampava aplicações dos tapetes ideográficos do Daomé, representando a inserção do povo Jeje na revolta que uniu diversos povos escravizados. Durante o desfile, a bateria executou bossas com atabaques e agogôs, inspiradas nos toques do adahum do Candomblé Jeje. Mestre de bateria (Ciça): "Mestre Alufá Licutan" Mestre Ciça desfilou representando Mestre Alufá Licutan, um dos líderes da Revolta dos Malês. Rainha de bateria (Erika Januza): "Takará" Rainha de bateria da Viradouro desde 2022, a atriz Erika Januza desfilou com uma fantasia em alusão ao takará, instrumento ritualístico pontiagudo utilizado pelos iniciados no vodu Dangbé durante o processo de transe. Na fantasia, confeccionada pelo estilista Vitor Carpe, foram utilizados 180 búzios verdadeiros banhados a prata. |
| Grupo performático 2: "Entre África e Brasil: O Voo do Pássaro Misterioso" Após a bateria, desfilou um grupo performático com fantasias com asas de penas em tons de lilás e branco, simbolizando o trânsito de Ludovina Pessoa entre a África e o Brasil. Segundo a tradição oral, Ludovina foi uma africana livre, que se deslocava regularmente entre o Daomé e a Bahia. Alguns dos seus seguidores a descreviam como uma "ave misteriosa". |
| Ala 12: "Altares Móveis" Com fantasias em tons de vermelho e prata, a ala simbolizou a transferência do culto vodu da África para a Bahia através da liderança de Ludovina Pessoa. Componentes carregavam artefatos religiosos prateados em referência a Gu, vodu do metal. |
| Alegoria 4: "Ludovina de Gu Rainha e a Formação dos Terreiros Jeje na Bahia" A quarta alegoria do desfile simbolizou uma grande oferenda a Gu, vodu do metal. O carro foi todo tramado em ferro, ornado com máscaras africanas e elementos do culto vodu. A representação do metal permeia toda a base da alegoria em formato de grandes pregos. Na parte de cima da alegoria, uma grande escultura na forma de uma figura mística feminina com uma serpente sobre o corpo e cercada por velas. A alegoria também fez referência a Gu Rainha, entidade que regia a vida de Ludovina Pessoa e a disseminação do Candomblé Jeje na Bahia. Na parte baixa central da alegoria desfilou Rodrigo Totti com a fantasia "Pássaro da Travessia Atlântica". Na parte de cima, desfilou Alex Araújo com a fantasia "Três Reis Voduns". Por todo o carro, desfilaram composições femininas e masculinas com fantasias prateadas representando "Artefatos de Gu Rainha". No chão, à frente da alegoria, desfilou a musa Lorena Improta com a fantasia "Encanto de Fogo", representando a utilização do fogo na transformação do ferro em artefatos religiosos. |
| Setor 4: "Templos Sincréticos: Entre a Cruz e a Serpente" |
| Ala 13: "Escudos Sincréticos" A ala fez referência ao sincretismo do culto vodu com as liturgias católicas. Essa associação religiosa valia como um "escudo" para a proteção e a manutenção da prática vodu num Brasil de forte tradição católica. A fantasia da ala, em tons de vermelho e dourado, misturou símbolos do vodu (como a serpente) com insígnias do catolicismo (como a cruz). |
| Ala 14: "Senhoras da Cura e da Sorte (Folhas e Figas)" A ala remeteu às sacerdotisas de origem africana que, no Brasil, utilizavam seus poderes encantatórios para curar e para predizer o futuro, expressando o cruzamento das fés católica e vodu. Componente desfilaram com dois tipos de fantasia: uma azul com o chapéu na forma de uma figa; e outra rosa com o chapéu feito um balaio de folhas. Ambas fantasias com detalhes prateados e com reproduções de serpentes em volta do corpo. |
| Terceiro casal de mestre-sala e porta-bandeira (João de Oliveira e Duda Martins): "Devotos de São Bartolomeu" O terceiro casal da Viradouro desfilou com fantasias em alusão a São Bartolomeu, um dos doze apóstolos de Jesus Cristo. No Brasil, o culto ao santo foi sincretizado com a divindade das cobras. Em algumas casas de candomblé e irmandades baianas, como a da Boa Morte, o dia dedicado a São Bartolomeu (24 de agosto) também é a data das celebrações a Dangbé e aos vodus da família ofídica. A fantasia foi criada pelo carnavalesco Tarcísio Zanon e confeccionada pelo Ateliê Alessandra Reis. Guardiãs do terceiro casal: "Senhoras da Fartura" Logo após o casal, desfilaram o grupo de guardiãs, com fantasias em tons de branco e prata e segurando a reprodução de cestos de frutas. As guardiãs representavam os festejos do Candomblé Jeje com oferendas e partilha de alimentos. |
| Ala 15 (Projeto de casais de mestres-salas e porta-bandeiras): "Quitutes da Festa de São Bartolomeu" Com fantasias em tons de prata, o grupo de casais mirins representou os quitutes e a alegria presente nas festividades a São Bartolomeu. Grupo performático 3: "Senhoras da Fartura" O grupo desfilou com a mesma fantasia das guardiãs do terceiro casal, representando a associação do Candomblé Jeje com os festejos do catolicismo. Procissões e festas de padroeiros católicos tinham a participação ativa de associações religiosas em prol da manutenção de práticas do culto Jeje na Bahia. |
| Tripé 2: "A Santa Ceia Negra" O tripé fez uma reinterpretação tridimensional do famoso afresco A Última Ceia, de Leonardo da Vinci, que representa o episódio bíblico da Última Ceia de Jesus com os apóstolos antes de ser preso e crucificado. No tripé do desfile, Jesus e os doze apóstolos são substituídos pelas esculturas de Ludovina Pessoa (ao centro) rodeada por outras doze sacerdotisas dos terreiros da Bahia, simbolizando a descendência matriarcal do Seja Hundé e do Bogum. Entre as mulheres representadas estão: Gayaku Maria Agorensi de Bessen; Maria Epifânia dos Santos (Sinhá Abalhe); Adalgisa Combo Pereira (Pararasi); Eliza Gonzaga de Souza (Aguesi); Augusta da Conceição Marques; Gaiaku Luíza de Oyá; Valentina de Sogbò Adaen; Maria Emiliana da Piedade (Miliana); Maria Romana (Romaninha); Doné Runhó; Mãe Nicinha; e Zaildes Iracema de Mello (Nadoji Índia). A mesa, em formato oval, reproduz o mobiliário característico do Daomé, os quais praticamente não apresentam quinas ou retas. Na parte traseira do tripé, ornamentos em forma de insígnias católicas misturadas à arte decorativa afro-baiana. No alto do tripé, o destaque de luxo João Helder desfilou com fantasia em tons de prata e penas de pavão albino, representando "Ornatos do Altar Jeje-baiano". |
| Ala 16: "Irmandade da Boa Morte" A ala celebrou a Irmandade da Boa Morte, confraria religiosa, formada exclusivamente por mulheres negras. Organizada num contexto histórico de conflitos sociais decorrentes das lutas antiescravistas, a Irmandade da Boa Morte se projetou como associação leiga, de cultos católicos associados às crenças de origens Jeje e Nagô, que pediam à Nossa Senhora da Boa Morte, o fim da escravidão e uma morte tranquila. No terreiro do Seja Hundé, Ludovina Pessoa foi o elo entre muitas das sacerdotisas reunidas em irmandades, estabelecendo laços de pertencimento entre os clãs. |
| Ala 17 (Compositores): "Irmandade de Bom Jesus dos Martírios" A ala de compositores da Viradouro desfilou com fantasia em alusão à Irmandade do Bom Jesus dos Martírios. Instituída por escravizados oriundos dos povos do Daomé, em meados do Século XVIII, a Irmandade reuniu em seu entorno diversos adeptos, impulsionando e sendo impulsionados por movimentos abolicionistas. Ala 18 (Velha Guarda): "A Irmandade do Samba" Os integrantes da Velha Guarda da Viradouro desfilaram com roupas brancas e detalhes prateados, representando a "irmandade do samba", fazendo uma associação das velhas guardas das escolas de samba com as irmandades negras da Bahia. Segundo o roteiro do desfile, as irmandades da Boa Morte, do Bom Jesus dos Martírios, do Bom Jesus das Necessidades e da Redenção, encontraram nessas associações leigas uma forma de perpetuação do sagrado por meio de experiências vivenciadas e sabedoria compartilhada, da mesma forma que as velhas guardas das escolas de samba também preservam o legado dos antepassados com pertencimento e senso de coletividade. |
| Alegoria 5: "Templos Sincréticos" A quinta alegoria do desfile fez referência ao elo das sacerdotisas do Candomblé Jeje com as irmandades católicas e as liturgias do Catolicismo. O carro alegórico foi formado por dois cenários: na frente, uma escadaria inspirada na arte do Daomé, com ogãs tocando atabaques; na parte de trás, degraus com ornamentação prateada, inspirada na arte barroca e componentes vestindo batinas vermelhas inspiradas nas roupas do clero católico. Na parte de cima da alegoria, um cenário rotatório, também com dois lados: um católico, com o ator Déo Garcez interpretando um sacerdote; e outro remetendo ao trono real do Daomé, tendo como destaque a presença de Nadoji Índia, liderança religiosa do Terreiro do Bogum. Nas varandas laterais da alegoria, composições com a fantasia "Irmandade Jeje-baiana". No chão, à frente do carro alegórico, desfilou a musa Thays Busson com a fantasia "Dança aos Deuses Afro-Baianos" em referência ao sincretismo entre São Bartolomeu e Dangbé. |
| Setor 5: "Terreiro Cósmico" |
| Ala 19: "Cruzando Tambores: O Toque Sagrado do Adahum" Abrindo o setor que trata da ligação entre os humanos e as divindades vodus, a ala fez referência ao adahum, toque em ritmo acelerado, forte e contínuo, usado na invocação dos vodus. Também usado no Candomblé, o toque provoca o transe e a incorporação de filhas e filhos de santo. Componentes desfilaram com fantasias adornadas com reproduções de tambores, dentes de marfim e chapéu na forma de máscara africana. Ala 20: "Sem água e sem mata o Jeje não sobrevive" A ala vinte remete à frase de Doné Runhó, uma das matriarcas do terreiro do Bogum, em Salvador, que dizia que "sem água e sem mata, o Jeje não sobrevive". A frase, definitiva na constituição do Candomblé Jeje na Bahia, remete à ligação do culto vodu às forças da natureza. Com fantasias predominantemente verdes, com detalhes azuis, a ala também celebrou o vodu Loko, que tem como símbolo as árvores. |
| Ala 21 (Juvenil): "Magia Lunar - A Noite" A ala de adolescentes da Viradouro fez alusão ao vodu Mawu, ligado à lua e à noite. Mawu é o ser supremo dos povos Fons, responsável por criar a terra e os seres vivos. Ala 22: "O Cair da Chuva" A ala simbolizou a mística ligação do vodu Dangbé com a água. Segundo o roteiro do desfile, "as serpentes da família de Dan possuem relações com os ciclos da água. As gotas que caem do céu, as forças lacustres, o formato de serpente dos rios e igarapés, a capilaridade da água por dentro das árvores. Fenômenos naturais que se manifestam e se apresentam para trazer Dan em rastro luminoso que se espraia quando as Dans deixam a terra (ayí) e voltam para o céu. Completa-se, enfim, o ciclo das águas para manter o equilíbrio do nosso ecossistema". Componentes desfilaram com fantasias em tons de rosa, decoradas com fios de LED que simbolizavam o cair das águas. |
| Ala 23: "O Poder Místico do Trovão" Com fantasias em tons de rosa, decoradas com formas de raio, a ala celebrou os vodus ligados aos raios, trovões e tempestades. Segundo o roteiro do desfile, "entre as águas que se precipitam do alto, os raios dançam nos céus, evocando os Voduns ligados às tempestades. Luz e fogo que ligam o espiritual ao terreno, na energia mística do alvorecer". Musa (Bellinha Delfim): "Refração da Luz" À frente da última alegoria desfilou a musa Bellinha Delfim com fantasia fazendo menção à refração da luz. Segundo o roteiro do desfile, "a energia de Dangbé se revela em um espectro de movimento e luz, decomposta em sete cores para anunciar a conexão espiritual da serpente com os planos terreno e divino". |
| Alegoria 6: "Sagrado Terreiro Cósmico" A última alegoria do desfile saudou a natureza como terreiro-altar do Candomblé Jeje, inspirada na célebre frase de Doné Runhó, que dizia que "sem água e sem mata, o Jeje não sobrevive". O carro alegórico simbolizou um Gume-Kujo, pátio sagrado onde são realizados alguns rituais. No centro da alegoria, a reprodução de uma grande gameleira, jorrando água, em saudação a Loko, vodu que habita as árvores. Em baixo da gameleira, esculturas de mulheres segurando oferendas. Na base do carro, as cores do arco-íris, além de folhas e borboletas decoradas em LED. Na parte traseira da alegoria, uma grande escultura de Bessen (Dangbé, na cultura Jeje-Maí), de mãos abertas, fazendo referência ao verso do samba-enredo do desfile, que diz "Derrama nesse chão a sua proteção pra vitória da Viradouro". Em cima da gameleira, a destaque de luxo Luanda Ritz desfilou com a fantasia "Aidó-wedó - O Grande Arco-íris". Na parte média central, desfilou Talita Monassa com a fantasia "Kwenkwen - A Natureza Feminina de Dan". Na parte baixa central, desfilou Susie Monassa com a fantasia "Energia Telúrica". Na alegoria também desfilaram lideranças religiosas de casas Jejes da Bahia e do Rio de Janeiro. |
| Grupo performático 4: "Kolofé! Saudação às Vodúnsis e Lideranças Espirituais" Encerrou o desfile da Viradouro uma ala, vestindo túnicas, em homenagem às lideranças do Candomblé Jeje no Rio de Janeiro e na Bahia. |

## Recepção dos especialistas
A Viradouro foi apontada como favorita ao título de campeã. O desfile foi amplamente elogiado pela crítica especializada, recebendo adjetivos como "perfeito", "impecável", "irretocável" e "avassalador".
Aydano André Motta, do jornal O Globo, classificou o desfile como "irretocável": "A serpente que rastejou veloz pela passarela, na comissão de frente de Priscila Mota e Rodrigo Negri levantou a plateia e serviu de sinal: começava um desfile invencível. Em seguida, começou um festival de beleza, em alegorias e fantasias ricas e criativas, trabalho que atesta a maturidade artística do carnavalesco Tarcísio Zanon. O enredo não repetiu os erros e limitações das concorrentes mais fortes. E o samba passou redondo na condução do estreante Wander Pires". Para Bernardo Araujo, do Extra, a escola "apresentou um desfile de forte impacto visual [...] Com a voz potente de Wander Pires e a bateria precisa de Ciça". Fabio Grellet, do Estadão, destacou que a Viradouro "fez um desfile de muito luxo e brilho e de fácil compreensão [...] O samba não chegou a empolgar a plateia, mas os integrantes da escola cantaram a plenos pulmões". Segundo os jurados do prêmio Estandarte de Ouro, "o desfile foi exuberante, com alegorias e fantasias de encher os olhos. A evolução foi muito boa, assim como a harmonia, o casal de mestre-sala e porta-bandeira e a comissão de frente. O samba-enredo, que inicialmente não foi apontado como um dos melhores do carnaval, foi crescendo durante o desfile, contagiando a escola aos poucos até chegar a um final empolgante".
Romulo Tesi, do Setor 1, escreveu que "a Viradouro confirmou as expectativas e se credenciou à conquista do título com um desfile impecável [...] sem erros aparentes [...] Desde a comissão de frente impactante, passando pelo conjunto alegórico e fantasias de inegável bom gosto plástico, até a evolução tranquila". Segundo o jornalista, "outro destaque do desfile foi a bateria do mestre Ciça, que, com um naipe de atabaques – pertinente com o enredo religioso -, entregou uma das melhores apresentações do ano, levantando o público na avenida. O enredo teve realização clara, dada a farta riqueza de signos do universo do candomblé jeje". Bruna Fantti e Yuri Eiras, da Folha de S.Paulo, escreveram que a Viradouro realizou um "desfile criativo, que abusou das cores para contar o enredo [...] A comissão de frente levantou a arquibancada com uma cobra que brilhava no escuro e rastejava entre os componentes no chão da Sapucaí". Victor Serra, do Diário do Rio, escreveu que "a escola de Niterói encerrou a festa na Marquês de Sapucaí com chave de ouro" e "mostrou mais uma vez sua capacidade de emocionar e surpreender".
Segundo Raphael Perucci, d'O Dia, "com um conjunto impecável de alegorias e fantasias, a Viradouro fez uma apresentação sem falhas na parte plástica. Nos quesitos técnicos como Evolução e Harmonia, a agremiação também deu um show. A comissão de frente impressionou pela beleza e foi ovacionada pelo público. O samba-enredo, defendido pelo veterano Wander Pires, funcionou e foi bastante cantado pelos componentes. A bateria de mestre Ciça foi outro ponto alto". Luan Costa, do site Carnavalesco, classificou o desfile como "avassalador", destacando que "os nove quesito foram defendidos com brilhantismo por toda a escola, desde a comissão de frente, que, mais uma vez se destacou, até a comunidade, que entrou na avenida disposta a guerrear e teve um canto impressionante [...] O apuro estético foi outro ponto de destaque. O conjunto de fantasias e alegorias mostrou todo o talento de Tarcísio Zanon. A Viradouro também passou pela avenida com um belíssimo trabalho harmônico. A bateria de mestre Ciça levantou o público e o intérprete Wander Pires retornou para a agremiação em grande estilo".

Os comentaristas do site SRzd também elogiaram o desfile. Para Wallace Safra, a comissão de frente apresentou "um elenco de bailarinos potente, entrosado e harmonioso [...] Com um desenho coreográfico em dois atos, os coreógrafos trouxeram originalidade, encanto e um trabalho de identidade, marca deles". Eliane Souza apontou que o casal de mestre-sala e porta-bandeira, Julinho e Rute, "bailaram com grande habilidade, demonstrando o exercício pleno dos movimentos característicos da performance, de forma atualizada". Para Célia Souto, a Viradouro fez "um desfile encantador, reunindo melodia, ritmo e dança com precisão, empolgação, leveza e harmonia. Andamento do chão estruturado e equilibrado entre as alas destacam um ótimo resultado na harmonia e evolução". Para Jaime Cezário, "a escola de Niterói definitivamente foi a que mais investiu, fora isso, possui a melhor equipe de arte capitaneada pelo seu carnavalesco. Para Cláudio Francioni, "Mestre Ciça teve seu melhor ano após o retorno à escola de Niterói. Trouxe um andamento um pouco mais confortável do que de costume e um excelente equilíbrio de timbres. As bossas foram executadas com perfeição e tiveram ótima sinergia com o público, principalmente a convenção calcada nos atabaques". Para Caroline Hardt, da Jovem Pan, os destaques do desfile foram a comissão de frente e uso de materiais fluorescente.

## Julgamento oficial

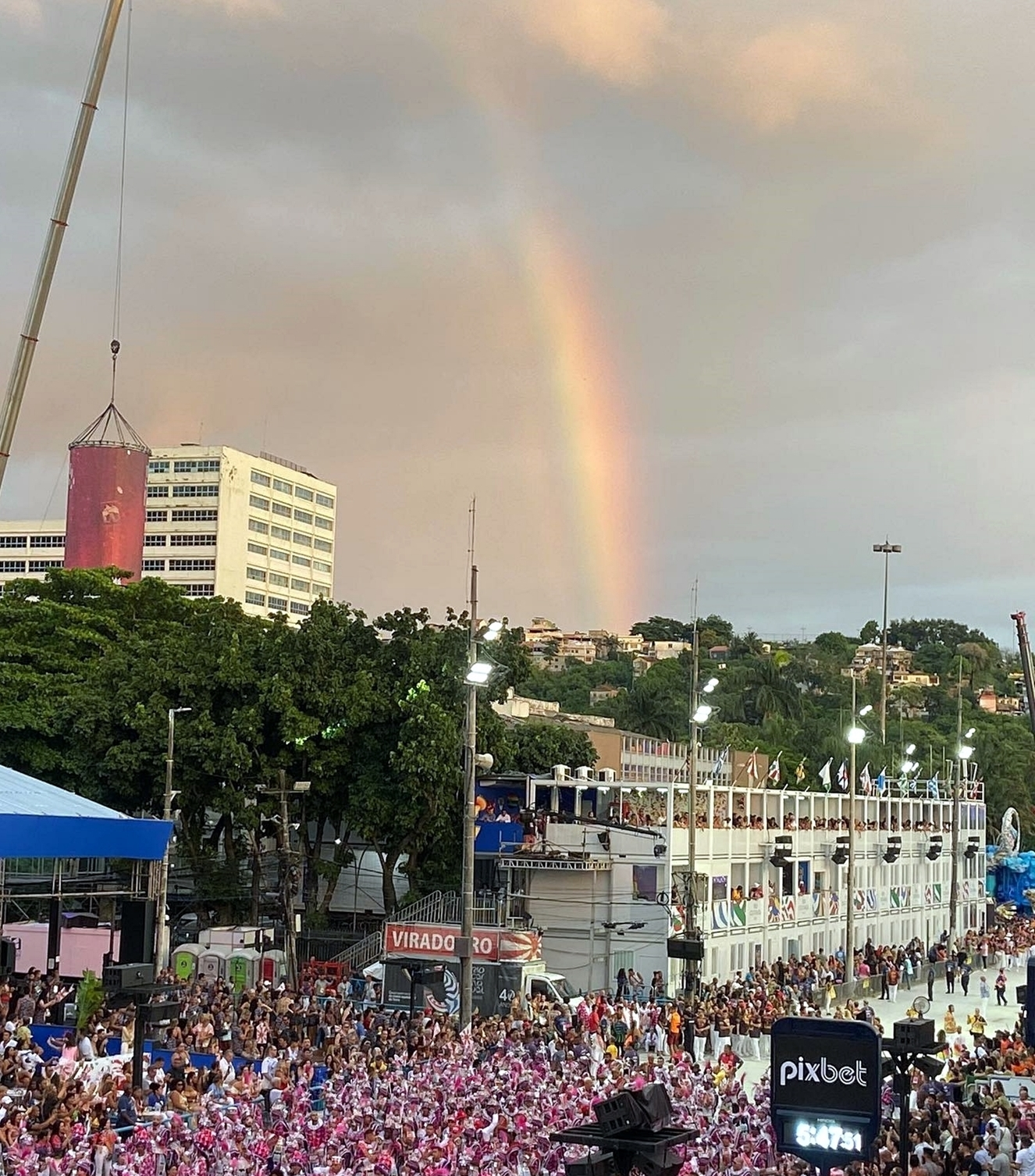
Um arco-íris se formou no céu durante o desfile da Viradouro nas Campeãs.

A Viradouro foi campeã com sete décimos de vantagem para a vice-campeã, Imperatriz. Foi a maior diferença entre campeã e vice desde o carnaval de 2011, quando a Beija-Flor venceu a Unidos da Tijuca por 1,4 pontos. Com a vitória, a Viradouro conquistou seu terceiro título no carnaval. Antes da apuração das notas terminar, a quadra da escola, em Niterói, já estava lotada. Parte da Avenida do Contorno, importante ligação de São Gonçalo e zona norte de Niterói com o centro da cidade, foi fechada. Torcedores da Viradouro ocuparam a rua, porque a quadra ficou lotada e "fechada", pela dificuldade de entrar no espaço. Com distribuição de cerveja de graça, a festa do campeonato varou a madrugada, terminando na manhã da quinta-feira, dia 15 de fevereiro de 2024.
Com a vitória, a escola foi classificada para encerrar o Desfile das Campeãs, que foi realizado entre a noite do sábado, dia 17 de fevereiro de 2024, e a madrugada do dia seguinte, no Sambódromo da Marquês de Sapucaí. Durante o desfile, a última alegoria da vice-campeã, Imperatriz, quebrou na concentração e não conseguiu passar pela Marquês de Sapucaí. O incidente atrasou o desfile da Viradouro, que precisava manobrar suas alegorias para ficar na ordem correta de apresentação. Após uma hora tentando consertar a alegoria da Imperatriz, a LIESA decidiu iniciar o desfile da Viradouro com as alegorias fora de ordem. A escola de Niterói iniciou seu desfile com o dia claro, às 6 horas e 16 minutos da manhã de domingo, tendo o último carro desfilado primeiro, seguido do carro abre-alas e da comissão de frente. Enquanto a Viradouro esperava o início de sua apresentação, um arco-íris se formou no céu. O fenômeno da natureza é um dos símbolos do vodu Dangbé, tema do enredo da agremiação. No dia 17 de março de 2024, a Viradouro realizou um desfile na Avenida Amaral Peixoto, em Niterói, para comemorar o título de campeã junto com sua comunidade.

### Justificativas
A Viradouro teve apenas três notas abaixo de dez, mas todas foram descartadas. Abaixo, as justificativas:
- O julgador Fernando Lima, do Módulo 1 de Alegorias e Adereços, deu nota 9,9 por causa de "ferragens a mostra de maneira excessiva, prejudicando o bom acabamento" no tripé 1 e por "emendas de junção dos elementos cenográficos, que não transmitiram boa visualização no conjunto" da alegoria 2.[73]
- O julgador Paulo Rodrigues, do Módulo 2 de Mestre-Sala e Porta-Bandeira, deu nota 9,9 para o casal argumentando que "foi colocado muitos passos de balé" na coreografia, fazendo a porta-bandeira perder um pouco da "fluência do bailado".[74]
- Carolina Vieira Thomaz, do Módulo 2 de Enredo, deu nota 9,9. A julgadora apontou que "não ficou clara a relação dos voduns Loko (ala 20), Mawu (ala 21) e os voduns da tempestade (ala 23) com o vodum Dangbé, sobre qual o enredo se desdobra".[75]

## Premiações
Pelo seu desfile, a Viradouro recebeu diversas premiações, com destaque para a comissão de frente, vencedora de sete premiações. A escola também recebeu quase todos os prêmios de melhor escola/desfile do ano. Foram oito no total.
| - Estandarte de Ouro (O Globo) 1. Melhor comissão de frente - Estrela do Carnaval (Site Carnavalesco) 1. Melhor desfile 2. Melhor casal de mestre-sala e porta-bandeira (Julinho e Rute) 3. Melhor ala de baianas - Fala Galera Carna Insta 1. Melhor escola 2. Melhor evolução 3. Melhor ala de baianas 4. Melhor carnavalesco (Tarcísio Zanon) - Gato de Prata 1. Melhor intérprete (Wander Pires) 2. Melhor comissão de frente 3. Melhor ala de passistas - Plumas & Paetês Cultural 1. Pesquisador de enredo (João Gustavo Melo) 2. Diretor de passistas (Valci Pelé) 3. Destaque performático masculino (Maurício Pina) 4. Coreógrafos de alas e alegorias (Marcio Moura) 5. Pintor artístico (Leandro Assis) 6. Design gráfico (João Torres) - Prêmio 100% Carnaval 1. Melhor escola 2. Melhor comissão de frente 3. Melhor ala de passistas | - Prêmio SRzd Carnaval (Site SRzd) 1. Melhor escola - Resenha dos Sambistas 1. Melhor comissão de frente 2. Melhor ala de baianas 3. Melhor harmonia - S@mba-Net 1. Melhor escola - Troféu Bateria 1. Melhor diretor de bateria (Mestre Ciça) - Troféu Explosão in Samba 1. Melhor escola 2. Melhor comissão de frente 3. Melhor conjunto de alegorias - Troféu Sambario 1. Melhor escola 2. Melhor bateria 3. Melhor comissão de frente 4. Melhor carnavalesco (Tarcísio Zanon) 5. Melhor conjunto alegórico 6. Melhor conjunto de fantasias - Troféu Tupi Carnaval Total (Super Rádio Tupi) 1. Melhor escola 2. Melhor comissão de frente 3. Melhor carnavalesco (Tarcísio Zanon) 4. Melhor ala de passistas |

## Repercussão da vitória
Ao final da apuração, o prefeito de Niterói, Axel Grael; o prefeito do Rio de Janeiro, Eduardo Paes; e o presidente da Embratur, Marcelo Freixo, usaram suas redes sociais pra parabenizar a escola campeã. Pré-candidatos à prefeitura de Niterói, nas eleições municipais de 2024, Rodrigo Neves (do PDT) e Talíria Petrone (do PSOL) também parabenizaram a escola. Os dois desfilaram na Viradouro junto com Axel. Componentes da escola repercutiram o título conquistado. Diretor-executivo da Viradouro, Marcelinho Calil declarou que "a escola fez um carnaval lindo, irretocável, e as notas disseram isso". O carnavalesco Tarcísio Zanon disse que "a escola merece esse campeonato por essa comunidade, por essa gestão, e pelo trabalho incansável da equipe". A rainha de bateria Erika Januza definiu a vitória como "uma emoção muito grande" em sua vida.
Especialistas também opinaram sobre o resultado. Para Aydano André Motta, d'O Globo, o título da Viradouro foi previsível ("uma goleada de carnaval, com acachapantes sete décimos de vantagem" [...] Restou a afirmação de que o carnaval vive tempos de domínio da Viradouro. Desde que voltou ao Grupo Especial, a poderosa e endinheirada vermelho e branco acumula um terceiro lugar (2022), dois vices (2019 e 2023), e dois títulos (2020 e 2024) Tem que respeitar Niterói!". Para Bernardo Araujo, do Extra, "amparada por um polpudo orçamento, que inclui verbas da Prefeitura de Niterói, a Vermelho e Branco chegou ao terceiro título com justiça". Para Tiaraju Pablo, do UOL, "a Viradouro fez um desfile emotivo e, ao mesmo tempo, linear e correto".

## Exposição
Entre 18 de dezembro de 2024 e 9 de março de 2025, o Museu de Arte Contemporânea de Niterói recebeu a exposição "Arroboboi, Dangbé", sobre o desfile campeão da Viradouro. Com curadoria da fotógrafa Renata Xavier, produção do fotógrafo Leandro Lucas e textos do enredista João Gustavo Melo, a exposição reuniu duzentas fotografias e vinte fantasias do desfile, além da serpente mecanizada de nove metros de comprimento que fez sucesso na Comissão de Frente da escola. O efeito de luz cênica que reluziu as fantasias brilhosas no desfile também foi reproduzido na exposição.